# A.B. Frost
Arthur Burdett Frost (17. januar 1851 – 22. juni 1928) var en tidlig amerikansk illustrator, grafiker, og tegneserieforfatter. Han var også kendt som maler. 
Frosts arbejde er kendt for sin dynamiske gengivelse af bevægelse og sekvens. 
Frost betragtes som en af de store illustratorer i "Golden Age of American Illustration". Han har illustreret over 90 bøger og produceret flere hundrede malerier. I tillæg til sit arbejde med illustrationer er han kendt for realistiske jagttegninger.

## Delvis værker
- Out of the Hurly Burly, illustrationer (1874)
- Rhyme? & Reason?, af Lewis Carroll (1883)
- A Tangled Tale, af Lewis Carroll (1885)
- Our Cat Eats Rat Poison (titel Fatal Mistake i senere udgaver)
- Stuff and Nonsense, antologi (1884)
- The Bull Calf and other tales, antologi (1892)
- Carlo (1912)